# سابين كريستيانسن
سابين كريستيانسن (بالألمانية: Sabine Christiansen)‏ هي مذيعة أخبار وصحفية ومقدمة تلفزيونية ومضيفة طيران ألمانية، ولدت في 20 سبتمبر 1957 في برييتس في ألمانيا.

## وصلات خارجية
- سابين كريستيانسن على موقع IMDb (الإنجليزية)
- سابين كريستيانسن على موقع مونزينجر (الألمانية)
- سابين كريستيانسن على موقع قاعدة بيانات الفيلم (الإنجليزية)